# Henri Breuil

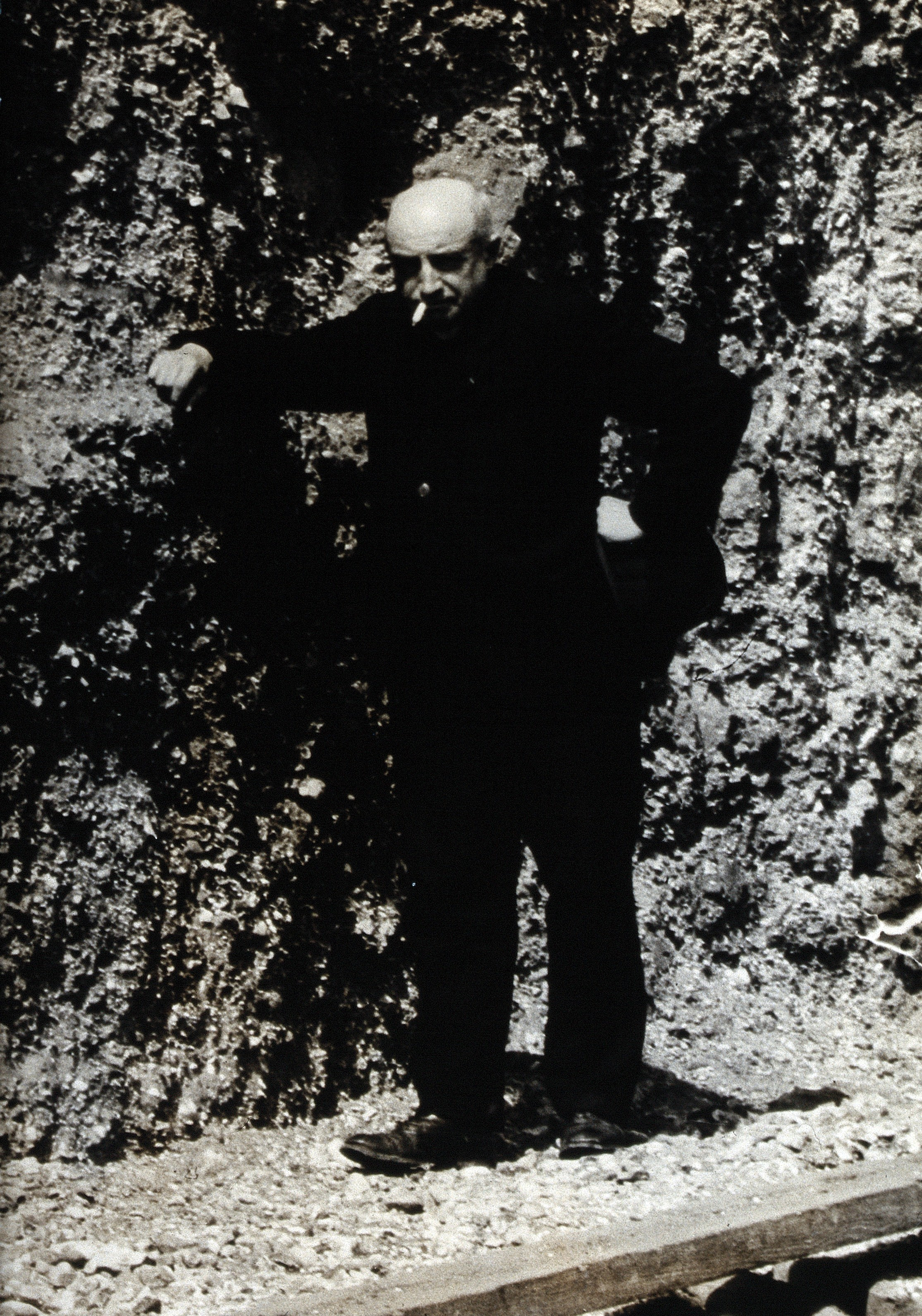
Henri Breuil

Henri Édouard Prosper Breuil (Mortain, Manche,  28 februari 1877 – L'Isle-Adam, Val-d'Oise, 14 augustus 1961) was een Frans geschiedkundige gespecialiseerd in de prehistorie en rooms-katholiek priester. Hij was de grondlegger van de studie van rotstekeningen en grotschilderingen en de chronologie van de oude steentijd.

## Biografie
Breuil werd geboren in Mortain maar groeide op in Clermont (Oise). In 1895 trad Henri Breuil toe tot het seminarie van Saint-Sulpice in Parijs. Door zijn leraar Jean Guibert werd hij in kennis gebracht van de destijds nog nieuwe evolutietheorie. Op 9 juni 1900 werd hij tot priester gewijd. Hierdoor is hij in Frankrijk algemeen als Abbé Breuil bekend, hoewel hij nooit als pastoor gewerkt heeft en ook geen abt was. Bij gelegenheid hield hij zich wel bezig met de vraag over de verhouding van religie en wetenschap.
Beroepsmatig hield hij zich bezig met wetenschappelijke werkzaamheden en dit met toelating van de bisschop van Soissons. Vanaf 1905 onderwees hij prehistorie aan de Universiteit van Fribourg, na 1910 aan het Institut de paléontologie humaine te Parijs en van 1929 tot 1947 aan het Collège de France. In 1938 werd hij lid van de Académie des inscriptions et belles-lettres. In 1948 ontving hij de Prestwich Medal van de Geological Society of London, en in 1958 was hij de eerste ontvanger van de Albrecht-Penck-Medaille voor onderzoek van het Kwartair.

## Onderzoek van paleolithische kunst

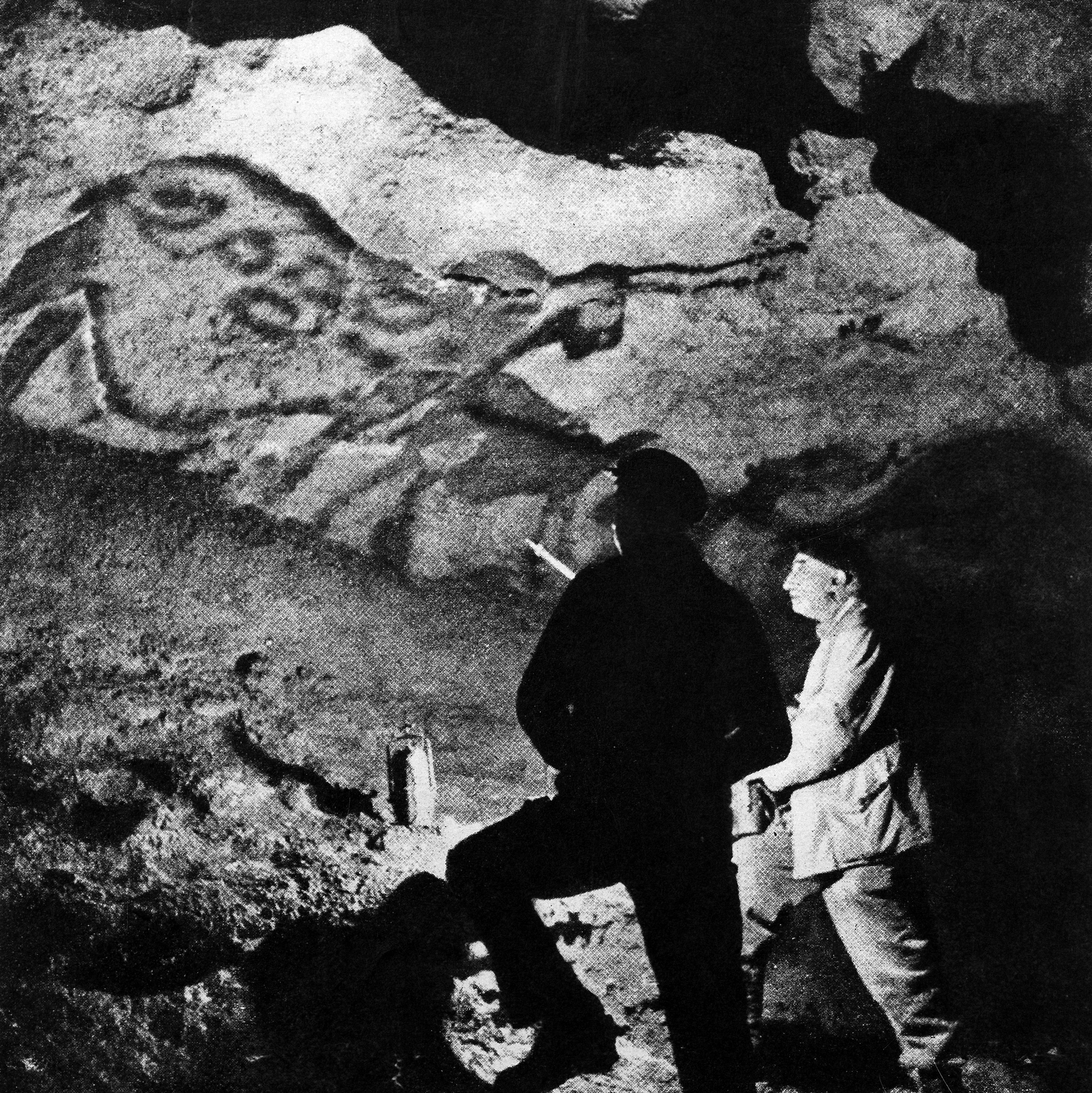
Henri Breuil in Lascaux

Samen met Louis Capitan (1854–1929) en Denis Peyrony (1869–1954) ontdekte Breuil in 1901 in de Grottes des Combarelles en de Grotte de Font-de-Gaume in het departement Dordogne wandschilderingen uit de tijd van de cro-magnonmens. Deze lieten zien dat er al 40.000 jaar geleden hoog ontwikkelde kunst  bestond. Émile Cartailhac vroeg Breuil in 1902 de grotschilderingen van Marsoulas en Altamira te onderzoeken. Daarna nam hij deel aan onderzoeken op verschillende locaties in Frankrijk, Spanje en Zuid-Afrika.
In 1912 onderzocht Breuil de grotschilderingen van de Cueva de la Pileta bij Benaoaján in Andalusië, en in 1913 beschreef hij de Cova de les Calaveres bij Benidoleig.
Breuil is in het bijzonder bekend als eerste deskundige die de Grotten van Lascaux bezocht en beschreef. Veel schilderingen werden bekend onder de door Breuil gegeven namen. Meerkleurige tekeningen van Breuils hand werden in de vakliteratuur gepubliceerd.

### La dame blanche

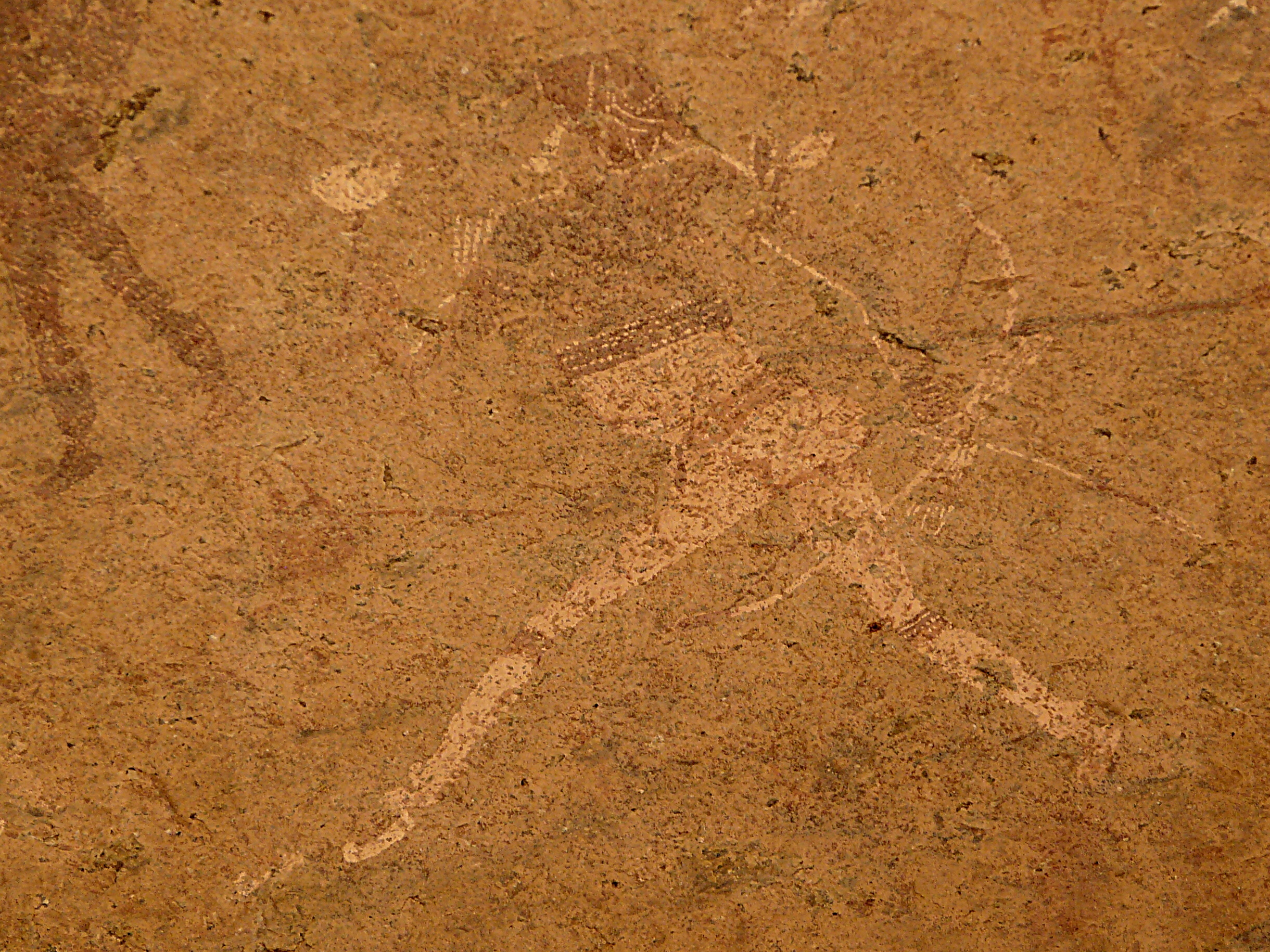
la dame blanche

Het onderzoek naar prehistorische kunst voerde Breuil in de jaren 1940-50 meermaals in Zuidelijk Afrika en het huidige Namibië, waar hij de in 1918 ontdekte rotsschilderingen bij de Brandberg onderzocht. In een van de afbeeldingen, door hem "la dame blanche" genoemd, zag Breuil invloed vanuit Europa. De door Breuil voorgestelde relatie van de Afrikaanse rotskunst met de Minoïsche beschaving bleek echter onhoudbaar. De ook nu nog als "White Lady" bekende rotsschildering wordt tegenwoordig als een jager of krijger van de plaatselijke San uitgelegd.

## Publicaties
Gedurende zijn leven publiceerde Breuil meer dan 800 artikels in diverse vakbladen. Zijn hoofdwerk Quatre cents siècles d'art pariétal; les cavernes ornées de l'âge du renne uit 1952 leverde een beschrijving en datering van de toenmalig bekende paleolithische grotschilderingen in Frankrijk.
- Bibsys: 90192590
- Biblioteca Nacional de España: XX865890
- Bibliothèque nationale de France: cb12299444j (data)
- Author citation (botany): Breuil
- Catàleg d'autoritats de noms i títols de Catalunya: 981058510754306706
- CiNii: DA0741212X
- Gemeinsame Normdatei: 118660039
- International Standard Name Identifier: 0000 0001 2023 0784
- Library of Congress Control Number: n79054703
- Base Léonore: 19800035/799/90494
- Nationale Bibliotheek van Tsjechië: mub2011643310
- Nationale bibliotheek van Australië: 35658090
- Nationale Bibliotheek van Israël: 987007259052405171
- Nationale en Universitaire bibliotheek Zagreb: 000128933
- Nederlandse Thesaurus van Auteursnamen: 126164770
- Istituto Centrale per il Catalogo Unico: RAVV022096
- SNAC: w6894fc7
- Système universitaire de documentation: 034301917
- Trove: 1030014
- Union List of Artist Names: 500314925
- Virtual International Authority File: 29599085
- WorldCat: E39PBJxCBHhJ3dgWgCqvPBjBfq